# Tour du Pilori de Lormaye
La Tour du Pilori est un vestige de l'ancienne église catholique située à Lormaye, dans le département français d'Eure-et-Loir.

## Historique
La Tour du Pilori est construite aux XVe et XVIe siècles. Ce clocher est la seule subsistance de l'ancienne église Saint-Jean, détruite à la Révolution, et abrite aujourd'hui la mairie.
L'édifice est inscrit au titre des monuments historiques en 1972.

## Description
Le clocher est construit sur un plan carré. Une tourelle octogonale, puis ronde, lui est accolée afin d'abriter l'escalier permettant l'accès aux étages.